# 森本達也
森本 達也（もりもと たつや）は、日本の医師、医学者（臨床病態学・一般内科学・循環病学・臨床薬理学）。学位は博士（医学）（京都大学・2000年）。静岡県立大学薬学部教授・大学院薬学研究院教授・臨床研究センターセンター長（初代）。
京都大学医学部附属病院内科研修医、大津赤十字病院循環器科医師、ハーバード大学医科大学院ダナファーバーがん研究所博士研究員、財団法人生産開発科学研究所主任研究員、京都医療センター展開医療研究部主任研究員などを歴任した。

## 概要
臨床病態学、一般内科学、循環病学、臨床薬理学を専攻する医学者である。心不全患者の心筋細胞核におけるメッセンジャーに関する研究などで知られている。京都大学、大津赤十字病院で医師として勤務し、ハーバード大学、生産開発科学研究所、京都医療センターで研究に従事し、静岡県立大学で教鞭を執った。

## 来歴

### 生い立ち
京都大学に入学し、医学部にて医学を学び、1992年に卒業した。医師国家試験に合格しており、大学を卒業した1992年より、京都大学医学部の附属病院にて内科の研修医として勤務した。翌年、大津赤十字病院に採用され、循環器科の医師として勤務した。1996年より、京都大学の大学院にて医学研究科の循環病態学講座に在籍した。2000年、京都大学の大学院の医学研究科を修了した。これにより、京都大学から博士（医学）の学位を取得した。

### 研究者として
大学院修了後、京都大学の大学院にて、医学研究科の循環病態学講座の研修生となった。同年、ハーバード大学の医科大学院にて、ダナファーバーがん研究所の博士研究員（いわゆるポスドク）となった。2004年、生産開発科学研究所に採用され、主任研究員に就任した。2007年、国立病院機構が設置・運営する京都医療センターに転じ、展開医療研究部の主任研究員に就任した。2009年、静岡県立大学に採用され、薬学部の教授に就任した。また、静岡県立大学では、大学院の薬学研究科でも教授を兼務した。2012年、大学院の薬学研究科と生活健康科学研究科とが統合され、2研究院1学府に再編された。それにともない、新設された薬学研究院においても、教授を兼務することになった。なお、静岡県立大学での教育・研究活動と並行して、京都大学の医学部や浜松医科大学の医学部においても講師を非常勤で兼任した。同様に、静岡県消防学校においても講師を兼任した。また、京都医療センターの臨床研究センターにおいては、展開医療研究部の客員室長を兼任した。加えて、静岡県立総合病院においては、循環器内科の医師を非常勤で務めるとともに、臨床研究センターの心血管臨床研究室の室長および講師を兼任した。2024年7月1日、静岡県立大学の直属の附置機関として臨床研究センターが新設されると、その初代センター長に任命された。

## 研究
医学のなかでも臨床病態学、一般内科学、循環病学、さらに、臨床薬理学といった分野を専門としている。内科のなかでも循環系に関する研究が多く、循環器、特に心臓を対象とすることが多い。たとえば、心不全が発症した患者の心筋の細胞核において、メッセンジャーがどのようにはたらくかをの研究している。また、ターメリックなどに含まれているクルクミンに関する研究も知られており、心不全の治療へのクルクミンの活用や、クルクミンをリード化合物とする心不全治療薬の開発などを行っている。森本は、クルクミンについて「心臓病にも効果がある可能性が高い」と指摘している。2011年には、これらの成果を「健康食品を用いた新規心不全治療の開発――ウコン主成分クルクミンによる、加齢にともなう心拡張能低下に対する効果の検討（第II相臨床試験）」として発表し、抗加齢研究奨励賞（臨床の部）を受賞した。2016年3月には、静岡県立大学学長表彰を受けた。

## 略歴
- 1992年 - 京都大学医学部卒業。
- 1992年 - 京都大学医学部附属病院内科研修医。
- 1993年 - 大津赤十字病院循環器科医師。
- 1996年 - 京都大学大学院医学研究科入学。
- 2000年 - 京都大学大学院医学研究科修了。
- 2000年 - 京都大学大学院医学研究科研修生。
- 2000年 - ハーバード大学医科大学院ダナファーバーがん研究所博士研究員。
- 2001年 - 日本学術振興会海外特別研究員。
- 2004年 - 生産開発科学研究所主任研究員。
- 2007年 - 京都医療センター展開医療研究部主任研究員。
- 2009年 - 静岡県立大学薬学部教授。
- 2009年 - 静岡県立大学大学院薬学研究科教授。
- 2012年 - 静岡県立大学大学院薬学研究院教授。
- 2024年 - 静岡県立大学臨床研究センターセンター長[7]。

## 賞歴
- 2011年 - 抗加齢研究奨励賞臨床の部。
- 2016年 - 静岡県立大学学長表彰。

## 著作

### 寄稿
- 垣田剛ほか稿「Calcineurin-GATA-6経路の平滑筋細胞分化における役割」『Japanese circulation journal』63巻、日本循環器学会、1999年3月1日、284頁。
- 垣田剛ほか稿「Calcineurin-GATA経路の心筋細胞apoptosisにおける役割」『Japanese circulation journal』63巻、日本循環器学会、1999年3月1日、359頁。
- 森本達也ほか稿「心筋細胞肥大の核内情報伝達におけるGATA転写因子の翻訳後調節機構」『Japanese circulation journal』63巻、日本循環器学会、1999年3月1日、360頁。
- 和田啓道ほか稿「p300はGATA-6のco-activatorとして平滑筋ミオシン重鎖(Sm-MHC)遺伝子の転写に関与する」『Japanese circulation journal』63巻、日本循環器学会、1999年3月1日、366頁。
- 森本達也ほか稿「ラット心筋梗塞後心不全モデルにおける左室縮小術は心筋核内GATA-4/p300複合体をdown-regulationする」『Japanese circulation journal』64巻、日本循環器学会、2000年3月1日、214頁。
- 垣田剛ほか稿「心筋細胞におけるK-Cl fluxの増加がα_1-交感神経刺激による細胞容量増加に関与する」『Japanese circulation journal』64巻、日本循環器学会、2000年3月1日、233頁。
- 神田宏ほか稿「食塩感受性ダールラットの代償性心肥大期における左室心筋核内PPAR/p300複合体の著明なdown-regulation」『Japanese circulation journal』64巻、日本循環器学会、2000年3月1日、234頁。
- 森本達也ほか稿「PPAR-γの特異的ligandはα_1-交感神経刺激による心筋細胞肥大の核内情報伝達を抑制する」『Japanese circulation journal』64巻、日本循環器学会、2000年3月1日、274頁。
- 垣田剛ほか稿「Calcineurin-GATA-4経路がβ-交感神経刺激による心筋細胞Endothelin-1発現に重要な役割を果たす」『Japanese circulation journal』64巻、日本循環器学会、2000年3月1日、360頁。
- 森本達也ほか稿「心筋核内GATA-4/p300複合体は代償性心肥大から心不全への移行期に著増しEndothelin-1の転写活性亢進に関与する」『Japanese circulation journal』64巻、日本循環器学会、2000年3月1日、389頁。
- 岩倉篤ほか稿「虚血性心疾患患者の心嚢液はp38 mitogen-activated protein kinaseを介して心筋細胞アポトーシスを誘導する」『Japanese circulation journal』64巻、日本循環器学会、2000年3月1日、454頁。
- 和田啓道ほか稿「平滑筋細胞分化におけるK-Cl cotransporterの役割」『Japanese circulation journal』64巻、日本循環器学会、2000年3月1日、468頁。
- 鏑木敏志ほか稿「マウスウイルス性心筋炎から拡張型心筋症への移行におけるCardiotrophin-1の発現」『Japanese circulation journal』64巻、日本循環器学会、2000年3月1日、480頁。
- 金井恵理ほか稿「Lectin-like oxidized LDL receptor-1の過剰発現による心筋細胞apoptosisとその情報伝達機構」『Japanese circulation journal』64巻、日本循環器学会、2000年3月1日、527頁。
- 和田啓道ほか稿「平滑筋細胞分化におけるRho-ROCK経路の役割」『Japanese circulation journal』64巻、日本循環器学会、2000年3月1日、566頁。
- 簗詰徹彦ほか稿「ROCK特異的阻害薬Y27632はGATA経路を介しα_<1->交感神経刺激による心筋細胞肥大を抑制する」『Japanese circulation journal』64巻、日本循環器学会、2000年3月1日、633頁。
- 森本達也・長谷川浩二稿「転写因子のアセチル化と心臓リモデリング」『細胞工学』26巻4号、秀潤社、2007年4月、396-400頁。
- 森本達也稿「心筋細胞核をターゲットとした新しい心不全治療の可能性」『適応医学誌』11巻2号、2007年、19-26頁。
- 和田啓道ほか「肥満男性の血清可溶性VEGFレセプター2は減量成功により有意に低下する」『Circulation journal : official journal of the Japanese Circulation Society』72巻、日本循環器学会、2008年4月20日、1008頁。
- 森本達也・長谷川浩二・藤田正俊稿「天然物クルクミンによる心筋細胞核をターゲットとした新しい心不全治療」『循環器専門医――日本循環器学会専門医誌』16巻2号、日本循環器学会、2008年9月25日、253-259頁。
- 森本達也・長谷川浩二稿「甲状腺機能異常症と循環器系疾患――不整脈・心不全」『綜合臨床』58巻7号、永井書店、2009年7月、1577-1582頁。
- 加藤こずえほか「腹膜透析時の腹膜繊維化モデルにおける細胞浸潤・増殖と血管新生に対する凝固第Xa因子阻害剤の抑制効果」『日本医療薬学会年会講演要旨集』19巻、日本医療薬学会、2009年9月15日、275頁。

## 作品

### 映画

#### 製薬監修
- 澤本嘉光脚本、浜崎慎治監督『一度死んでみた』松竹・フジテレビジョン、2020年。